# Iwan Semjonowitsch Sergejew
Iwan Semjonowitsch Sergejew (russisch Иван Семёнович Сергеев; * 14. Junijul. / 26. Juni 1863greg. in Peterhof; † 7. April 1919 in Riga) war ein russischer Hydrograph und Polarforscher.

## Leben
Sergejew, Sohn eines Unteroffiziers, begann im September 1877 seine Ausbildung in Kronstadt in der Steuermann-Abteilung der Technik-Schule des Marine-Amts, die er im April 1881 mit Auszeichnung abschloss. Er wurde als Konduktor in das Flottensteuermann-Korps aufgenommen und begann seinen Dienst in der Baltischen Flotte.
Nach Beförderung zum Praporschtschik im Juni 1882 kam er im Dezember 1882 auf den Segel-Schrauben-Klipper Najesdnik, der aus der Ostsee nach Wladiwostok fuhr. Ab 1883 war er an der Vermessung der Peter-der-Große-Bucht beteiligt. Nach der Beförderung zum Porutschik im Juni 1885 fuhr er als Steuermann-Offizier auf dem Dampfschiff Amur und dem Kanonenboot Nerpa und nahm an der Kartierung der Amurbucht teil.
Von 1889 bis 1891 nahm Sergejew an der Expedition des Hydrographie-Departements des Marine-Ministeriums zur Erforschung des Onegasees teil. Er vermaß den See und bestimmte die Tiefenverteilung. Von 1892 bis 1894 führte er hydrographische Arbeiten im Gebiet der Åland-Schären durch. Im April 1893 wurde er zum Stabskapitän befördert.
Sergejew nahm 1895–1896 auf dem Dampfschiff Leutnant Owzyn an Andrei Wilkizkis Expedition zur Erforschung der Mündungen des Jenissei, der Petschora und des Ob teil. Er vermaß die Küsten der Karasee im Jenisseigolf und im Obbusen und stellte dann die Materialien für das Seehandbuch der Karasee bereit. 1898–1905 war er Wilkizkis Assistent. Dann assistierte er Alexander Warnek und Fjodor Drischenko bei hydrographischen Arbeiten im Arktischen Ozean und kartierte die Küste von der Halbinsel Kola bis zum Jenissei. Im April 1900 wurde er zum Kapitän des Flottensteuermann-Korps befördert.
Nach der Beförderung zum Oberstleutnant im April 1904 wurde Sergejew 1905 Leiter der Marine-Expedition des Verkehrsministeriums zur Erstellung einer Schienenverbindung von Europa zum Jenissei für die Transsibirische Eisenbahn. Er wurde 1907 Oberst und 1908 Chef der Marine-Expedition für Flussschifffahrtsverkehr und der Weißmeer-Vermessungsgruppe für die Untersuchung der Murmansk-Küste.

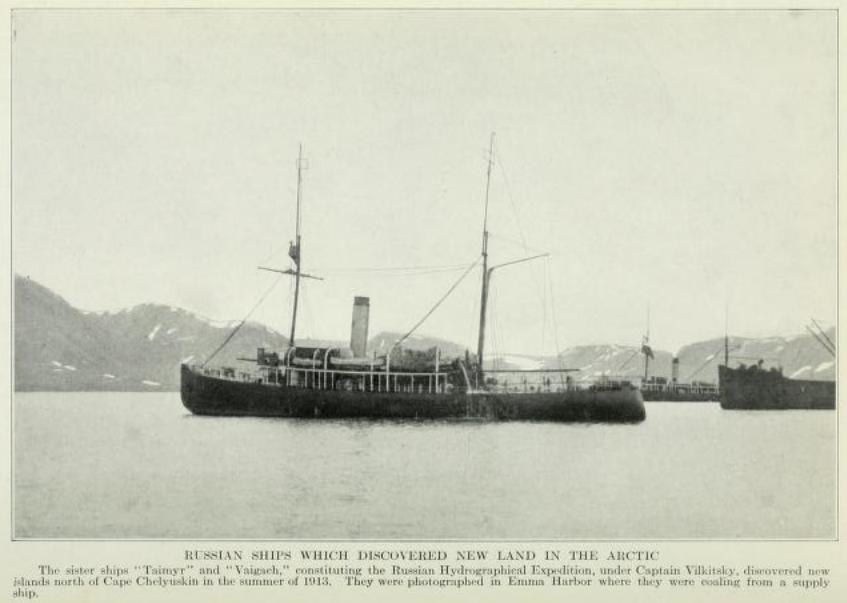
Taimyr und Waigatsch beim Kohlen an der Tschuktschen-Halbinsel (1913)

Seit 1906 war Sergejew ständiges Mitglied der von Wilkizki geleiteten Kommission der Hydrographie-Hauptverwaltung des Marine-Ministeriums für die Erarbeitung des Projekts der Hydrographischen Expedition des Nördlichen Eismeers zur Erschließung und Kartierung des Nördlichen Seewegs als Alternative zum südlichen Seeweg nach Wladiwostok. Wilkizki lud den Marinegeneralstabsoffizier Alexander Koltschak ein, die Forschungsarbeit in der Expedition zu übernehmen. Zusammen mit seinem Freund Fjodor Matissen entwickelte Koltschak das Projekt einer Expedition mit Stahl-Schiffen vom Eisbrecher-Typ. Wilkizki genehmigte das Projekt, für dessen Dauer 5 Jahre angesetzt wurden. Im St. Petersburger Newa-Werk wurden die Eisbrecher-Transportschiffe Taimyr und Waigatsch gebaut. Koltschak kommandierte dann die Waigatsch, während Boris Dawydow (1883–1925) die Taimyr kommandierte.
Im Juni 1910 erreichten die Waigatsch und die Taimyr auf dem südlichen Seeweg Wladiwostok, wo die Kessel und die Maschinenanlagen repariert wurden. Als Expeditionsleiter kam Sergejew hinzu und fuhr dann auf der Waigatsch mit. Entsprechend dem Auftrag der Hydrographie-Hauptverwaltung sollte die Expedition in die Beringstraße fahren. Als Basis für die Vermessungsarbeiten und die astronomischen Beobachtungen wurde das Kap Deschnjow gewählt. Mitte August fuhren die beiden Schiffe los zur Halbinsel Kamtschatka und dann durch die Awatscha-Bucht vorbei an Petropawlowsk-Kamtschatski und dem Kap Deschnjow in den Arktischen Ozean. Nach einer Woche in Uelen ging es weiter nach Westen. Im September begann die Rückfahrt, sodass sie im Oktober wieder in Wladiwostok waren. Koltschak wurde nach St. Petersburg zurückberufen, und Konstantin W. Loman wurde Kommandeur der Waigatsch.
Die zweite Expeditionsfahrt begann im Juli 1911. Die Schiffe fuhren vom Kap Deschnjow bis zur Mündung der Kolyma mit Durchführung der vielfältigen Messungen. Die Waigatsch fuhr bis zur Wrangelinsel und zur Herald-Insel, wobei auch magnetische Messungen durchgeführt wurden. Wetter- und Eisdaten wurden gesammelt sowie auch Flora- und Fauna-Exemplare. Als Ergebnis der Fahrt entstand eine Seekarte der Tschuktschensee und eine Materialsammlung für das Seehandbuch.
Die dritte Expeditionsfahrt begann Ende Mai 1912 und erstreckte sich bis zur Ostküste der Taimyrhalbinsel. Vermessen wurden die Medweschji-Inseln, die Insel Stolbowoi, die Süd- und West-Küsten der Großen und der Kleinen Ljachow-Insel und die Tiksi-Bucht. Als das Eis an der Küste der Taimyrhalbinsel nicht mehr passierbar war, beschloss Sergejew zurückzukehren, anstatt zu überwintern. Er wurde 1912 zum Generalmajor befördert und im Februar 1913 als Hydrograph-Geodät in das Hydrographen-Korps eingegliedert.
Im Sommer 1913 erhielt die Expedition den Befehl, auf dem Nördlichen Seeweg bis nach Archangelsk zu fahren, sodass die beiden Schiffe im Juni 1913 die Fahrt begannen. Sergejews Assistent war der Hydrograph Konstantin Neupokojew. Ende Juli 1913 erlitt Sergejew an Bord der Taimyr im Anadyrgolf eine Hirnblutung. Auf der Waigatsch wurde er zur nächsten Siedlung gebracht und dann mit dem Dampfschiff Argun nach Wladiwostok, um nach St. Petersburg zur Behandlung gebracht zu werden. Die Expeditionsleitung wurde dem Kapitän 2. Ranges der Taimyr Boris Wilkizki (Sohn Andrei Wilkizkis) übertragen. Unter seiner Leitung entdeckte die Expedition den Archipel Nikolaus-II-Land, die Zessarewitsch-Alexei-Insel und die General-Wilkizki-Insel. Die Expedition befuhr den Nördlichen Seeweg 1914–1915 von Wladiwostok bis Archangelsk.
Sergejew war Anfang November 1914 zum Generalleutnant befördert und krankheitshalber vom Dienst befreit worden. Er starb nach der Oktoberrevolution am 7. April 1919 in Riga und wurde auf dem Rigaer russisch-orthodoxen Pokrow-Friedhof begraben.
Die hydrographische Expedition des Nördlichen Eismeers unter Alexander Warneks Leitung hatte 1902 eine Halbinsel im Norden der Insel Waigatsch nach Sergejew benannt. Sergejews Namen tragen auch eine Insel und ein Kap in der Peter-der-Große-Bucht und Kaps an der Barentssee und der Ostsibirischen See.

## Ehrungen, Preise
- Sankt-Stanislaus-Orden II. Klasse (1898)
- Russischer Orden der Heiligen Anna II. Klasse (1900)
- Orden des Heiligen Wladimir IV. Klasse (1904). III. Klasse (1912)[1]